# 43 Ariadne
43 Ariadne (in italiano 43 Arianna) è un piccolo e brillante asteroide della Fascia principale, il secondo membro in ordine di grandezza della famiglia di asteroidi Flora.
Fu scoperto da Norman Robert Pogson il 15 aprile 1857 al Radcliffe Observatory di Oxford (Regno Unito), dove lavorava come assistente; fu battezzato così in onore dell'eroina greca Arianna.
Per ragioni sconosciute, la scritta "ASTEROID 43 ARIADNE" è stata inserita nella lista di nomi dei finanziatori della sonda spaziale NASA Stardust, conservata in un microchip all'interno della sonda. (Vedi anche 107 Camilla)
Nel 1985, un team di astronomi italiani, basandosi sui dati ricavati dalla curva di luce, ha ipotizzato la presenza (non ancora confermata) di un satellite di Ariadne, di dimensioni pari a 70 x 40 x 40 km e orbitante a 85 km di distanza.